# Sebastião Nogueira
Sebastião José Lopes de Melo e Nogueira (sinh ngày 9 tháng 9 năm 1988) là một cầu thủ bóng đá người Bồ Đào Nha thi đấu ở vị trí tiền vệ cho Oriental.

## Sự nghiệp câu lạc bộ
Anh ra mắt chuyên nghiệp tại Giải bóng đá hạng nhất quốc gia Síp cho Nea Salamina vào ngày 29 tháng 8 năm 2009 trong trận đấu trước Ethnikos Achna.